# Diga del Turano
La diga del Turano o di Posticciola è una diga situata in provincia di Rieti, nei pressi dell'abitato di Posticciola (frazione di Rocca Sinibalda). Sbarra il corso del fiume Turano e dà origine al lago artificiale del Turano.

## Storia
La diga del Turano venne costruita nel 1939 dalla Società Terni ed inaugurata da Benito Mussolini, nel contesto di un'imponente serie di opere idrauliche, finalizzate a risolvere definitivamente la millenaria questione della bonifica della Piana Reatina.
Il piano fu progettato nel 1916 da Guido Rimini, ingegnere capo della provincia di Perugia (di cui all'epoca Rieti faceva parte), e prevedeva la risoluzione del problema non con un maggiore deflusso delle acque, unico approccio esplorato fino ad allora e sin dalla creazione della Cascata delle Marmore, ma attraverso un minore afflusso, contenendo le acque a monte e regolando il flusso dei due principali affluenti del Velino, il Salto e il Turano, con la costruzione di due dighe. Il progetto fu subito accolto favorevolmente, soprattutto per il suo enorme potenziale idroelettrico.
Contemporaneamente si provvedette alla captazione delle acque di un altro affluente del Velino, le Sorgenti del Peschiera, tramite la realizzazione dell'acquedotto del Peschiera che oggi è il maggiore acquedotto di Roma e alimenta la centrale idroelettrica di Salisano.

## Caratteristiche
La diga del Turano costituisce con la diga del Salto un sistema idroelettrico unico.
Il lago del Turano infatti è collegato al lago del Salto tramite un canale artificiale lungo 9 km e del diametro di 2,5 metri, scavato nel monte Navegna. Le acque dei due bacini hanno una portata complessiva di 35 m³/s e alimentano la centrale idroelettrica di Cotilia, che riceve le acque tramite una galleria forzata lunga 11,8 km e del diametro di 4 metri.
La diga ha una quota massima di regolazione di 540 metri s.l.m..